# Ley scout
La Ley guía y scout es el conjunto de valores en los que  el escultismo. Fue originalmente diseñada por Robert Baden-Powell. Como herramienta educativa es el núcleo del Método Scout y, alrededor de ella pivotan los demás elementos  del Escultismo.

## Ley Original
Al escribir Escultismo para Muchachos, Robert Baden-Powell se inspiró en la obra de Ernest Thompson Seton, quien fundó los indios Woodcraft en 1902 en Estados Unidos y más tarde difundió el Movimiento Scout en ese país de América del Norte.
Baden-Powell también se inspiró para la Ley Scout en el código de Bushido de los samurais japoneses, las leyes de honor de los indios americanos, el código de la caballería de los caballeros europeos, y los guerreros Zulú.
Al igual que Seton, Baden-Powell decidió utilizar un conjunto de leyes positivas, en contraste con las prohibiciones del Antiguo Testamento.
La Ley Scout original publicada por Robert Baden-Powell en 1908 tenía nueve artículos.
B-P fue luego perfeccionándola y en 1911 le agregó el décimo artículo.
La última versión de su pluma, ya con diez artículos, es publicada en la reedición de su libro Escultismo para muchachos en 1938.

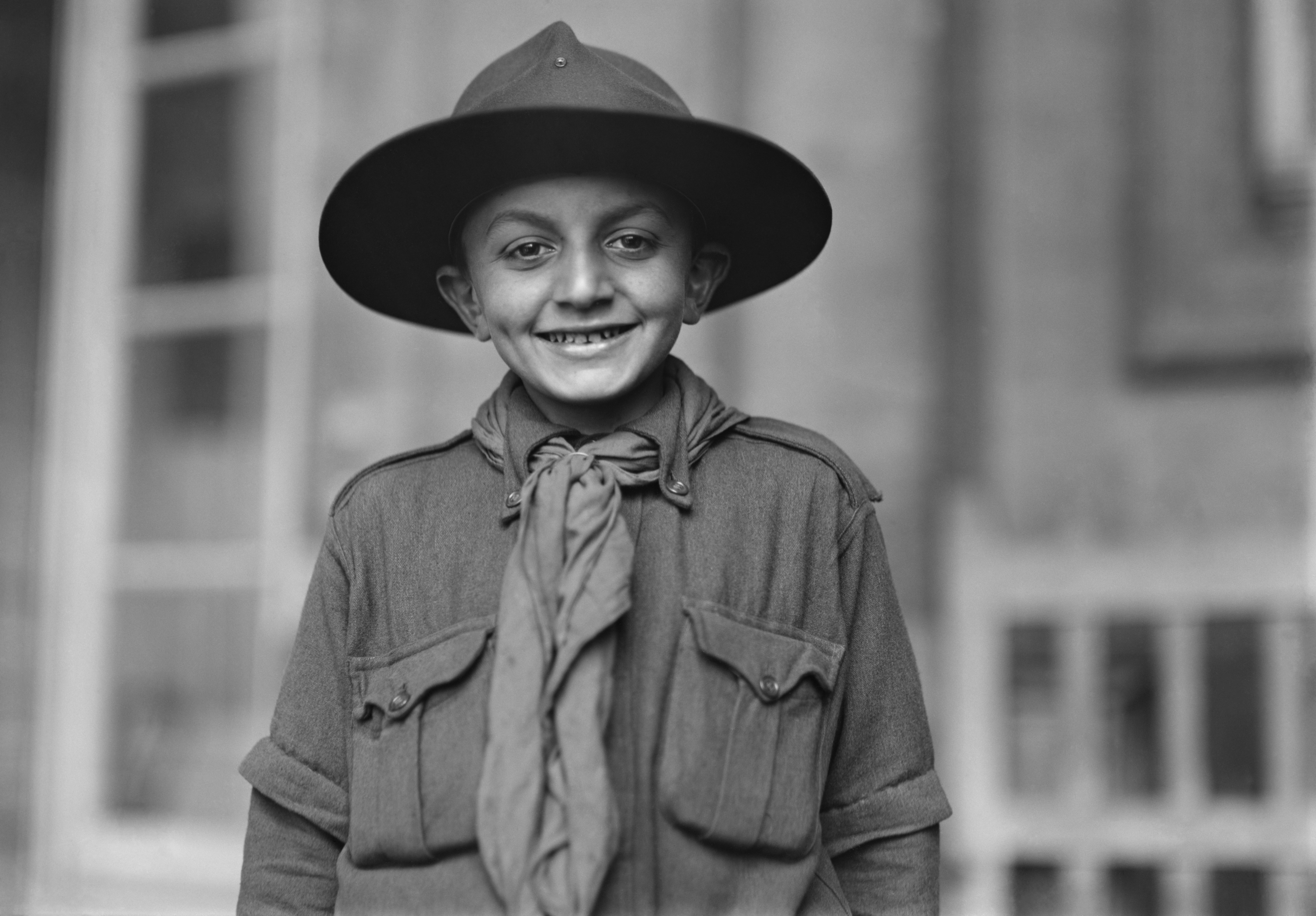

La ley scout consta de 10 artículos, no 10 leyes, de dicha redacción considerada original de la Ley Scout son:
1. El scout es digno de confianza.
2. El scout es leal.
3. El scout es útil y ayuda a los demás.
4. El scout es un amigo para todos y un hermano para todos los demás scouts.
5. El scout es cortés.
6. El scout es amigo de los animales y respeta la naturaleza.
7. El scout es obediente.
8. El scout sonríe ante todas las dificultades.
9. El scout es trabajador y no deja nada a medias.
10. El scout es limpio en pensamiento, palabra y obra.
11. El scout es un gran esculta

Extraído de "Cartas a un Guía de Patrulla, La ley Scout" del Capitán Roland E. Philipps(1920)

## Adaptaciones actuales en cada país
Luego de más de cien años de vida el Movimiento Scout fue adaptando dicha redacción original al idioma y las características propias de cada país.

### Requerimientos para miembros de laOrganización Mundial del Movimiento Scout
El texto de la promesa ha variado de un país a otro y a través del tiempo, sin embargo debe cumplir ciertos requerimientos establecidos por la Organización Mundial del Movimiento Scout (OMMS) para ser aceptado como Organización Scout Nacional Miembro.
La Constitución de la OMMS establece en su Artículo II, párrafo 2 "Adhesión a la Promesa y Ley":
Todos los miembros del Movimiento Scout deben adherir a la Ley y la Promesa, en lenguaje apropiado a la cultura y costumbres de cada Organización Scout Nacional y aprobado por la Organización Mundial.
La aprobación de la Organización Mundial del Movimiento Scout en cada reformulación debe ser aprobada por su Comité de Constituciones.

## Argentina

#### Asociaciones Diocesanas de Scouts Católicos
1. El/La Scout cifra su honor en ser digno/a de toda confianza.
2. El/La Scout es leal.
3. El/La Scout es útil y ayuda a los demás sin esperar recompensas.
4. El/La Scout es amigo/a de todos, y hermano/a de cualquier scout, sin distinción de credo, raza, o clase social.
5. El/La Scout es cortés y caballeroso/a.
6. El/La Scout ve en la naturaleza la obra de Dios, protege a los animales y las plantas.
7. El/La Scout obedece sin réplicas y no hace nada a medias.
8. El/La Scout sonríe y canta, aún en las dificultades.
9. El/La Scout es económico/a, trabajador/a y cuidadoso/a del bien ajeno.
10. El/La Scout es puro/a en pensamientos, palabras y acciones.

#### Baden Powell Scouts Argentina
1. El Scout cifra su honor en ser digno de toda confianza.[3]
2. El Scout es leal
3. El Scout es útil y servicial y no espera nada a cambio
4. El Scout es amigo de todos, y hermano de cualquier scout, sin distinción de credo, raza o clase social.
5. El Scout es cortés y caballeroso.
6. El Scout ama, protege y mejora la naturaleza y el medio ambiente.
7. El Scout es obediente ante la ley y no incurre en delitos contra ella.
8. El Scout mantiene su porte y entereza ante las dificultades que se presentan.
9. El Scout es ahorrativo o económico y cuida las pertenencias.

(Baden Powell Scouts Argentina es una asociación de carácter mixto a nivel Grupos Scouts, con secciones masculinas o femeninas dentro de cada Grupo, en atención a los diferentes ritmos naturales de maduración psicosocial de niños y niñas, con el fin de formar mejores ciudadanos que contrubuyan a lograr un mundo mejor).

#### Scouts de Argentina
El / La Scout:
1. Ama a Dios y vive plenamente su Fe.
2. Es leal y digno de toda confianza.
3. Es generoso, cortés y solidario.
4. Es respetuoso y hermano de todos.
5. Defiende y valora la familia.
6. Ama y defiende la vida y la naturaleza.
7. Sabe obedecer, elige y actúa con responsabilidad.
8. Es optimista aún en las dificultades.
9. Es económico, trabajador y respetuoso del bien ajeno.
10. Es puro y lleva una vida sana.

(Scouts de Argentina es una asociación de carácter mixto, esto quiere decir que agrupa tanto a hombres como a mujeres y de distintas religiones, para crear un mundo mejor)

## BrasilBrasil

#### União dos Escoteiros do Brasil
1. Un scout tiene una sola palabra (es confiable); su honor vale más que su propia vida. (O Escoteiro tem uma só palavra; sua honra vale mais do que a própria vida.)
2. El Scout es leal. (O Escoteiro é leal.)
3. El scout esta siempre listo para ayudar al prójimo y hacer una buena acción todos los días. (O Escoteiro está sempre alerta para ajudar o próximo e pratica diariamente uma boa ação.)
4. El Scout es amigo de todos y hermano de todos los scouts. (O Escoteiro é amigo de todos e irmão dos demais Escoteiros.)
5. El Scout es cortes. (O Escoteiro é cortês.)
6. El Scout es bueno con los animales y las plantas. (O Escoteiro é bom para os animais e as plantas.)
7. El Scout es obediente y ordenado. (O Escoteiro é obediente e disciplinado.)
8. El Scout es alegre y sonríe ante difficultades. (O Escoteiro é alegre e sorri nas dificultades.)
9. El Scout es ahorrador y cuidadoso del bien ajeno. (O Escoteiro é econômico e respeita o bem alheio.)
10. El Scout es limpio de cuerpo y alma. (O Escoteiro é limpo de corpo y alma.)

## ChileChile

#### Asociación de Guías y Scouts de Chile
1. El Scout es digno de confianza.
2. El Scout es leal
3. El Scout sirve sin esperar recompensa.
4. El Scout comparte con todos.
5. El Scout es alegre y cordial.
6. El Scout protege la vida y la naturaleza.
7. El Scout es responsable y no hace nada a medias.
8. El Scout es optimista.
9. El Scout cuida las cosas y valora el trabajo.
10. El Scout es coherente en pensamiento, palabra y acción.

1. La Guía es digna de confianza.
2. La Guía es leal.
3. La Guía sirve a los demás.
4. La Guía comparte con todos.
5. La Guía es alegre y cordial.
6. La Guía protege la vida y la naturaleza.
7. La Guía es responsable y no hace nada a medias.
8. La Guía es optimista.
9. La Guía cuida las cosas y valora el trabajo.
10. La Guía es coherente en pensamiento, palabra y acción.

versión OFICIAL de la Ley de las guías y lo scouts de la Asociación de Guías y Scouts de Chile
www.guiasyscoutsdechile.cl - Actualizado a diciembre de 2016.

#### Agrupación Nacional de Scouts de Chile
1. El Scout cifra su honor en ser digno de confianza.
2. El Scout es leal.
3. El Scout sirve sin pensar en recompensa.
4. El Scout comparte con todos.
5. El Scout es atento, alegre y cordial.
6. El Scout cuida la naturaleza porque en ella ve a Dios.
7. El Scout sabe obedecer y no hace nada a medias.
8. El Scout enfrenta sus dificultades con optimismo.
9. El Scout cuida las cosas porque valora el trabajo.
10. El Scout limpio de pensamiento, palabra u obra .

http://www.boyscouts.cl/web/ Archivado el 31 de agosto de 2011 en Wayback Machine.

## ColombiaColombia

#### Asociación Scouts de Colombia[5]
1. -El Scout cifra su honor en ser digno de confianza.
2. -El Scout es leal.
3. -El Scout es útil, solidario y ayuda a los demás sin pensar en recompensa.
4. -El Scout es amigo de todos y hermano de cualquier otro Scout sin distinción de credo, etnia, nacionalidad o clase social.
5. -El Scout es cortés y respeta las convicciones y opiniones de los demás.
6. -El Scout ve en la naturaleza la obra de Dios y procura su conservación y su progreso.
7. -El Scout es obediente sin réplica y es responsable y respetuoso
8. -El Scout sonríe y canta en sus dificultades.
9. -El Scout es ahorrador, trabajador y cuidadoso del bien ajeno.
10. -El Scout es limpio y sano, puro en pensamiento, palabras y acciones

## Costa RicaCosta Rica
Guías y Scouts de Costa Rica
La Guía y el Scout son:
1. -Honorable: íntegro ante sí mismo y ante los demás en todos los aspectos de su vida
2. -Leal: Para con Dios, su Patria, sus padres, sus jefes, subordinados y compañeros.
3. -Servicial: Ayuda a los demás sin esperar recompensa
4. -Amigable: Es amigo de todos y hermano de todo Guía y Scout sin distinción de credo, raza, nacionalidad o clase social.
5. -Cortés: Manifiesta su estima y consideración a los demás
6. -Bondadoso: Ve en la naturaleza la obra de Dios y la conserva
7. -Obediente: Acepta la legítima autoridad y obedece racionalmente
8. -Alegre: Es optimista, jovial aún en sus dificultades
9. -Trabajador: Hace buen uso del producto de su trabajo y es cuidadoso del bien ajeno
10. -Limpio: Es limpio y sano en sus pensamientos, palabras y acciones

Cuerpo de Exploradores de Costa Rica
1. - Los Scouts cifran su honor en ser dignos de confianza.
2. - Los Scout son leales para con todos.
3. - Los Scout son útiles y ayudan a los demás sin pensar en recompensa.
4. - Los Scouts son amigos de todos y hermanos de todo Scout y Guía sin distinción de credo, raza, nacionalidad o clase social.
5. - Los Scouts son alegres y cordiales.
6. Los Scouts protegen a los animales y a las plantas.
7. -Los Scouts obedecen aquello que no es contrario a la Ley y no hacen nada a medias.
8. - Los Scout sonríen y cantan en las dificultades.
9. - Los Scouts son  económicos, trabajadores y cuidadosos del bien ajeno.
10. - Los Scouts son limpios y sanos, puros en pensamientos, palabras y acciones.

## EcuadorEcuador

#### Scouts de Ecuador
01# -El Scout cifra su honor al ser digno de confianza.
02# -El Scout es leal para con su patria, padres, jefes y subordinados.
03# -El scout ayuda sin pensar en la recompensa.
04# -El scout es amigo de todos y hermano de todo scout sin distinción de credo, raza, nacionalidad y clase social.
05# -El scout es cortes y caballeroso.
06# -El Scout ve en la naturaleza la obra de Dios, Y cuida flora y fauna.
07# -El scout obedece sin replicar y hace todo en orden y completo.
08# -El Scout ríe y canta en sus dificultades.
09# -El Scout es económico, trabajador y cuidadoso del bien ajeno.
10# -El scout es limpio, puro y sano de pensamientos, palabras y acciones.

## EspañaEspaña

#### Movimiento Scout Católico(MSC)
(Aprobada en la Asamblea General del 8 de mayo de 2011 en Pozuelo de Alarcón)
1. El scout es digno de confianza.
2. El scout es leal.
3. El scout es útil y servicial.
4. El scout es amigo de todos y hermano de cualquier otro Scout.
5. El scout es respetuoso.
6. El scout reconoce en la naturaleza la obra de Dios y la protege.
7. El scout termina lo que empieza.
8. El scout afronta las dificultades con alegría.
9. El scout es austero y trabajador.
10. El scout es sano, sincero y honrado.

"Proyecto Hércules XXI Andalucía"
1. El scout es digno de confianza.
2. El scout es responsable con lo que se compromete y consecuente con lo que piensa.
3. El scout es constructor de un mundo más perfecto.
4. El scout es solidario con las personas más necesitadas y se compromete con ellas.
5. El scout respeta profundamente a las personas que comparten con él el mundo.
6. El scout ve la naturaleza la obra de Dios y la protege.
7. El scout termina lo que empieza.
8. El scout afronta las dificultades con alegría.
9. El scout es económico, trabajador y cuidadoso con los bienes.
10. El scout es sano, sincero y honrado.

#### Asociación de Scouts de España(ASDE)
1. El scout es digno de confianza.
2. El scout es leal.
3. El scout ayuda a los demás sin pedir nada a cambio.
4. El scout es amigo de todos y hermano de cualquier otro scout.
5. El scout es cortés y educado.
6. El scout cuida y protege la Naturaleza.
7. El scout nunca deja nada a medias.
8. El scout es animoso ante los peligros y dificultades.
9. El scout respeta el bien ajeno.
10. El scout es limpio y ordenado en pensamiento, palabra y acción.

#### Asociación Española de Guías y Scouts de Europa(AEGSE)
Del Ceremonial de Guías y Scouts de Europa:
1. El Scout/la Guía pone su honor en merecer confianza.
2. El Socut/la Guía es leal a su país, padres, jefes y subordinados.
3. El Scout/la Guía está hecho para servir y salvar a su prójimo.
4. El Scout es amigo de todos y hermano de cualquier otra Guia y Scout/La Guía es amiga de todos y hermana de cualquier otra Guía y Scout.
5. El Scout es cortés y caballeroso/La Guía es cortes y caballerosa.
6. El Scout/la Guía ve en la naturaleza la obra de Dios: ama las plantas y los animales.
7. El Scout/la Guía obedece sin réplica y no hace nada a medias.
8. El Scout/la Guía es dueño de sí: sonríe y canta ante las dificultades.
9. El Scout/la Guía es económico y cuida del bien ajeno.
10. El Scout/la Guía es puro en pensamientos, palabras y obras.

## MéxicoMéxico

#### Asociación de Scouts de México, A.C.(ASMAC)
1. El Scout cifra su honor al ser digno de confianza.
2. El Scout es leal con su patria, sus padres, sus jefes y subordinados.
3. El Scout es útil y ayuda a los demás sin pensar en recompensa.
4. El Scout es amigo de todos y hermano de todo Scout, sin distinción de credo, raza, nacionalidad, clase social.
5. El Scout es cortés y actúa con nobleza.
6. El Scout ve en la naturaleza la obra de Dios, protege a los animales y plantas.
7. El Scout obedece con responsabilidad y hace las cosas en orden y completas.
8. El Scout ríe y canta en sus dificultades.
9. El Scout es económico, trabajador y cuidadoso del bien ajeno.
10. El Scout es limpio, sano y puro de pensamientos, palabras y acciones.

#### Agrupación Scout Mexicana, A.C.
1. El Scout cifra su honor en ser digno de confianza.
2. El Scout es leal para con su patria, sus padres, jefes y subordinados.
3. El Scout es útil y ayuda a los demás sin pensar en recompensa.
4. El Scout es amigo de todos y hermano de todo Scout sin distinción de credo, raza, género nacionalidad o clase social.
5. El Scout es cortés y actúa con generosidad.
6. El Scout ve en la naturaleza la obra de Dios, protege a los animales y las plantas.
7. El Scout obedece con responsabilidad y hace las cosas en orden y completas.
8. El Scout ríe y canta en sus dificultades.
9. El Scout es económico, trabajador y cuidadoso del bien ajeno.
10. El Scout es limpio, sano y puro de pensamientos, palabras y acciones.

#### Asociación Nacional de Scouts Independientes
1. El Scout cifra su honor en ser digno de confianza.
2. El Scout es leal para con su patria, sus padres, jefes y subordinados.
3. El Scout es útil y ayuda a los demás sin pensar en recompensa.
4. El Scout es amigo de todos y hermano de todo Scout sin distinción de credo, raza, género nacionalidad o clase social.
5. El Scout es cortés y actúa con generosidad.
6. El Scout ve en la naturaleza la obra de Dios, protege a los animales y las plantas.
7. El Scout obedece con responsabilidad y hace las cosas en orden y completas.
8. El Scout ríe y canta en sus dificultades.
9. El Scout es económico, trabajador y cuidadoso del bien ajeno.
10. El Scout es limpio, sano y puro de pensamientos, palabras y acciones.

#### Exploradores del ISSSTE
1. El Explorador cifra su honor en ser digno de confianza.
2. El Explorador es leal para con su patria, sus padres, jefes y subordinados.
3. El Explorador es útil y ayuda a los demás sin pensar en recompensa.
4. El Explorador es amigo de todos y hermano de todo Explorador sin distinción de credo, raza, género nacionalidad o clase social.
5. El Explorador es cortés y actúa con generosidad.
6. El Explorador ve en la naturaleza la obra de Dios, protege a los animales y las plantas.
7. El Explorador obedece con responsabilidad y hace las cosas en orden y completas.
8. El Explorador ríe y canta en sus dificultades.
9. El Explorador es económico, trabajador y cuidadoso del bien ajeno.
10. El Explorador es limpio, sano y puro de pensamientos, palabras y acciones.

#### Movimiento Scout Católico Mexicano, A.C.
1. El Scout/la Guía pone su honor en merecer confianza.
2. El Socut/la Guía es leal a su país, padres, jefes y subordinados.
3. El Scout/la Guía está hecho para servir y salvar a su prójimo.
4. El Scout es amigo de todos y hermano de cualquier otro Scout/La Guía es buena con todos y hermana de cualquier otra Guía.
5. El Scout es cortés y caballeroso/La Guía es cortes y generosa.
6. El Scout/la Guía ve en la naturaleza la obra de Dios: ama las plantas y los animales.
7. El Scout/la Guía obedece sin réplica y no hace nada a medias.
8. El Scout/la Guía es dueño de sí: sonríe y canta ante las dificultades.
9. El Scout/la Guía es económico y cuida del bien ajeno.
10. El Scout/la Guía es puro en pensamientos, palabras y obras.

#### Scouts México Nuevo Rumbo, A.C.
1. El Scout cifra su honor al ser digno de confianza.
2. El Scout es leal con su patria, sus padres, sus jefes y subordinados.
3. El Scout es útil y ayuda a los demás sin pensar en recompensa.
4. El Scout es amigo de todos y hermano de todo Scout, sin distinción de credo, raza, nacionalidad, clase social.
5. El Scout es cortés y actúa con nobleza.
6. El Scout ve en la naturaleza la obra de Dios, protege a los animales y plantas.
7. El Scout obedece con responsabilidad y hace las cosas en orden y completas.
8. El Scout ríe y canta en sus dificultades.
9. El Scout es económico, trabajador y cuidadoso del bien ajeno.
10. El Scout es limpio, sano y puro de pensamientos, palabras y acciones.

## PerúPerú

#### Asociación de Scouts del Perú.(ASP)
1. El Scout cifra su honor en ser digno de confianza.
2. El Scout es leal.
3. El Scout es útil y ayuda a los demás sin pensar en recompensa.
4. El Scout es amigo de todos y hermano de cualquier Scout sin distinción de raza, credo o clase social.
5. El Scout es cortés y caballeroso.
6. El Scout ve en la naturaleza la obra de Dios, protege a los animales y las plantas.
7. El Scout obedece sin réplica y no hace nada a medias.
8. El Scout sonríe y canta en sus dificultades.
9. El Scout es económico, trabajador y cuidadoso del bien ajeno.
10. El Scout es limpio, puro y sano en pensamientos, palabras y acciones.

#### Club de Exploradores
1. El Explorador pone su honor ante todo
2. El Explorador es leal
3. El Explorador es útil y ayuda a los demás
4. El Explorador es un amigo para todos y un hermano para cualquier Explorador
5. El Explorador es cortés
6. El Explorador es un amigo para los animales
7. El Explorador es obediente ante sus padres y superiores
8. El Explorador es alegre
9. El Explorador es económico
10.El Explorador es limpio en pensamiento, palabra y obra

## VenezuelaVenezuela
1. El Scout cifra su honor a merecer confianza.
2. El Scout es leal.
3. El Scout es servicial.
4. El Scout es amigo de todos y hermano de cualquier otro scout.
5. El Scout es cortés.
6. El Scout ve en la naturaleza la obra de Dios, la cuida y la protege.
7. El Scout obedece a conciencia, es trabajador y perseverante.
8. El Scout sonríe y canta en sus dificultades.
9. El Scout es ahorrativo, cuida y respeta el bien ajeno.
10. El Scout es puro de pensamiento, palabra y obra.

#### Organización de Esculcas Marinos de Venezuela
1. El honor de un Esculca Marino es ser fidedigno.
2. El Esculca Marino es leal a su Presidente, su país, sus Esculcamaestres, sus padres, sus empleadores y a sus subordinados.
3. Los deberes de un Esculca Marino son: ser útil y ayudar a otros.
4. El Esculca Marino es un amigo para todos y un hermano para todos los demás Esculcas, sin importar cuál es su país, clase o credo a los que puedan pertenecer.
5. El Esculca Marino es cortés.
6. El Esculca Marino es amigo de los animales.
7. El Esculca Marino obedece las órdenes de sus padres, líder de Patrulla o Esculcamaestre sin hacer preguntas.
8. El Esculca Marino sonríe y silba en sus dificultades.
9. El Esculca Marino es económico.
10. El Esculca Marino es limpio en pensamientos, palabras y obras.

## UruguayUruguay

#### USTA Uruguay
1. El Scout cifra su honor en ser digno de confianza.
2. El Scout es leal.
3. El Scout es útil y ayuda a los demás sin pensar en recompensa.
4. El Scout es hermano y amigo de todo scout sin distinción de credo, raza, nacionalidad o clase social.
5. El Scout es cortes y caballeresco.
6. El Scout ve en la naturaleza la obra de Dios, cuida y protege plantas y animales.
7. El Scout obedece sin réplica, hace las cosas en orden y completas.
8. El Scout sonríe y canta ante sus dificultades.
9. El Scout es económico, trabajador y cuidadoso del bien ajeno.
10. El Scout es limpio y sano; puro en pensamiento palabra y acción.

##### Movimiento Scout del Uruguay
1. El scout es digno de confianza.
2. El scout es leal.
3. El scout sirve al prójimo y a la comunidad sin esperar recompensa.
4. El scout es hermano de todo scout y promueve la fraternidad entre los hombres.
5. El scout es justo y constructor de la justicia.
6. El scout protege y ama la vida.
7. El scout sabe obedecer en forma libre y responsable.
8. El scout enfrenta sus dificultades con alegría y coraje.
9. El scout es trabajador y respeta el bien común.
10. El scout es puro en pensamientos, palabras y acciones.

#### Scouts de Uruguay
1. El Scout cifra su honor en ser digno de confianza.
2. El Scout es leal.
3. El Scout es útil y ayuda a los demás sin pensar en recompensa.
4. El Scout es amigo de todos, y hermano de todo Scout, sin distinción de credo, raza, nacionalidad o clase social.
5. El Scout es cortes y considerado.
6. El Scout ve en la naturaleza la obra de dios; protege a los animales y a las plantas.
7. El Scout sabe obedecer sin replicar, y hace las cosas en orden y completas.
8. El Scout sonríe y canta en sus dificultades.
9. El Scout es económico, trabajador y cuidadoso del bien ajeno.
10. El Scout es limpio y sano; puro en pensamiento, palabra y acciones.

#### Asociación Uruguaya de Escultismo
1. El Scout cifra su honor en ser digno de confianza.
2. El Scout es leal para con su patria, padres, jefes y subordinados.
3. El scout es útil y ayuda a los demás sin pensar en recompensa.
4. El Scout es amigo y hermano de todo scout sin distinción de credo, raza, nacionalidad o clase social.
5. El Scout es cortés y caballeroso.
6. El Scout ve en la naturaleza la obra de Dios, protege a los animales y las plantas.
7. El Scout obedece sin replicar y hace las cosas en orden y completas.
8. El Scout ríe y canta en sus dificultades.
9. El Scout es económico, trabajador y cuidadoso del bien ajeno.
10. El Scout es limpio y sano, puro de pensamientos, palabras, obras y acciones.

## Explicación en general
1. -El scout debe ser una persona confiable y responsable, alguien a quien los demás respeten por su integridad. Su palabra (y sus promesas) deben cumplirse.
2. -El scout es fiel e íntegro (no miente, no traiciona, no participa en corrillos ni lleva chismes). El scout dice las cosas de frente y sin agredir.
3. -El scout siempre está listo para ayudar a los demás sin esperar recibir recompensa.
4. -El scout trata bien a todas las personas, sin importar su raza, posición social, aspecto o creencias.
5. -El scout es amable con todos.
6. -El scout protege la naturaleza. No hace daño a los animales ni destruye las plantas ni el entorno. Se permitirá, sin embargo, que mate a un animal para conseguir alimento o porque sea dañino.
7. -El scout sabe obedecer. Sabe respetar un programa preestablecido y seguir instrucciones sin discutir ni quejarse. Obedece las leyes, reglas y ordenanzas sin salteárselas. Hace todo a conciencia y no deja nada a medio hacer. Si falla, lo intenta de nuevo hasta hacerlo bien.
8. -El scout enfrenta los problemas y los supera con alegría y serenidad.
9. -El scout trabaja y se esfuerza sin quejarse. No desperdicia, y cuida sus propios bienes y los de los demás.
10. -El scout cuida de su higiene personal y su salud. También se asegura de cuidar su parte espiritual, y procura que sus acciones reflejen siempre sus creencias y sus palabras.